# Felix Unger Sörum
Felix Unger Sörum, född 14 september 2005 i Trondheim, Norge, är en svensk professionell ishockeyspelare. Han är uppvuxen i Leksand och har Leksands IF som moderklubb och spelade med klubben i SHL säsongen 2023/2024. Unger Sörum draftades 2023 i andra rundan som totalt nummer 62 av Carolina Hurricanes. Han har representerat både småkronorna och juniorkronorna, och har silvermedaljer med U18 2023 och U20 2024. Under landslagsturneringarna vintern 2024 var Unger Sörum med i Tre Kronor, och blev även uttagen till VM där han gjorde sin VM-debut 13 maj i 6-1 segern mot Tyskland.
Säsongen 2024/25 spelade han i AHL för Carolina Hurricanes farmarlag Chicago Wolves. 